# Фунду-Молдовей (комуна)
Фунду-Молдовей (рум. Fundu Moldovei) — комуна у повіті Сучава в Румунії. До складу комуни входять такі села (дані про населення за 2002 рік):
- Ботуш (686 осіб)
- Ботушел (147 осіб)
- Браніштя (130 осіб)
- Делніца (107 осіб)
- Делуц (84 особи)
- Колаку (1043 особи)
- Обчина-Урсулуй (50 осіб)
- Плай (13 осіб)
- Сміда-Унгуренілор (33 особи)
- Фунду-Молдовей (1853 особи)

Комуна розташована на відстані 348 км на північ від Бухареста, 64 км на захід від Сучави.

## Населення
За даними перепису населення 2002 року у комуні проживали 4146 осіб.
Національний склад населення комуни:
| Національність | Кількість осіб | Відсоток |
| -------------- | -------------- | -------- |
| румуни         | 4140           | 99,9%    |
| українці       | 4              | 0,1%     |
| угорці         | 1              | < 0,1%   |
| німці          | 1              | < 0,1%   |

Рідною мовою назвали:
| Мова       | Кількість осіб | Відсоток |
| ---------- | -------------- | -------- |
| румунська  | 4141           | 99,9%    |
| угорська   | 3              | 0,1%     |
| українська | 2              | < 0,1%   |

Склад населення комуни за віросповіданням:
| Релігія       | Кількість осіб | Відсоток |
| ------------- | -------------- | -------- |
| православні   | 3863           | 93,2%    |
| адвентисти    | 265            | 6,4%     |
| п'ятдесятники | 12             | 0,3%     |
| римо-католики | 6              | 0,1%     |